# Atypophthalmus (Atypophthalmus) infixus
Atypophthalmus (Atypophthalmus) infixus is een tweevleugelige uit de familie steltmuggen (Limoniidae). De soort komt voor in het Oriëntaals en Australaziatisch gebied.